# Хајнц Локвај
Хајнц Локвај (Хомутов, 19. новембар 1938 — 21. фебруар 2016) је био од 1982. до 1986. године лични референт државног секретара у министарству одбране Лотара Рила.
Од 1990. до 1994. године водио је центар за верификацију у Гајленкирхену, који се тада бавио провером раније закључених споразума са Варшавским пактом. Од 1996. године је члан мисије ОЕБС-а за Балкан у Бечу. Међу пословима које је обављао радио је на саветоварњу посматрача ОЕБС-а за надгледање примирја између ОВК и српских јединица у октобру 1998. године.
У марту 2000. године написао је књигу: Косовски конфликт. Пут у рат који се могао избећи. Време од краја новембра 1997. до марта 1999. године (Der Kosovo-Konflikt. Wege in einen vermeidbaren Krieg. Die Zeit von Ende November 1997 bis März 1999).
Након отворене критике тадашњег министра одбране СР Немачке Рудолфа Шарпинга, Хајнц Локвај морао је у јуну 2000. године да напусти ОЕБС.

## Књиге
- Heinz Loquai: Der Kosovo-Konflikt. Wege in einen vermeidbaren Krieg. Die Zeit von Ende November 1997 bis März 1999). Nomos Verlagsgesellschaft, Baden-Baden. 2000.  978-3-7890-6681-8.